# Divisão N.º 8 (Saskatchewan)
A Divisão N.º 8 é uma das dezoito divisões do censo da província canadense de Saskatchewan, conforme definido pela Statistics Canada. A região está localizada na parte sudoeste da província, na fronteira com Alberta. A comunidade mais populosa desta divisão é Swift Current.
De acordo com o censo populacional de 2006, 29199 pessoas moram nesta divisão. A região tem uma área de 22233 km2.